# Deutsches Forum für Kunstgeschichte
Das Deutsche Forum für Kunstgeschichte Paris – DFK Paris (auf französisch Centre allemand d’histoire de l’art Paris) ist ein unabhängiges kunsthistorisches Forschungsinstitut. In der internationalen Kunstmetropole Paris gelegen, versteht es sich programmatisch als ein »Forum« und Ort des internationalen fachlichen Austausches.
Die Wissenschaftstraditionen Frankreichs und des deutschsprachigen Raums werden mit internationalen Positionen verbunden. Darauf aufbauend wird innovative und interdisziplinäre Forschung zur Kunst der beiden Länder in globalem Kontext betrieben. Zur Kunst des Mittelalters bis zur Gegenwart werden im Rahmen von Forschungsprojekten, Stipendienprogrammen und Fachtagungen Themen erarbeitet und in den Publikationsreihen des Forums veröffentlicht.
Zusammen mit seinen Partnerinstituten in Rom, London, Washington, Moskau, Istanbul, Tokio und Beirut ist das DFK Paris Teil der bundesunmittelbaren Stiftung öffentlichen Rechts Max Weber Stiftung – Deutsche Geisteswissenschaftliche Institute im Ausland. Über sie wird es aus Mitteln des Bundesministeriums für Bildung und Forschung finanziert.

## Geschichte
Das DFK Paris wurde 1997 mit Mitteln des Bundesministeriums für Bildung und Forschung zunächst als Projekt gegründet. Es erfüllte einen langjährigen Wunsch der kunsthistorischen Forschung, der wissenschaftlichen Auseinandersetzung mit der französischen Kunst sowie ihrer weltweiten Rezeption einen institutionellen Rahmen zu geben. Wichtiges Ziel war dabei, die deutschsprachige Frankreichforschung auf dem Gebiet der Kunstgeschichte zu konzentrieren und zugleich das Interesse der französischen Geisteswissenschaften an der Kunst in Deutschland und der deutschsprachigen Kunstgeschichte zu fördern. In diesem Sinne hat sich das DFK Paris im Laufe der Jahre als außeruniversitäres, akademisch unabhängiges Forschungsinstitut zu einem Ort des Austauschs internationaler Kunstgeschichte entwickelt.
Nach einer Empfehlung des Wissenschaftsrates wurde das DFK Paris 2006 in die bundesunmittelbare Stiftung Deutsche Geisteswissenschaftliche Institute im Ausland integriert Die Stiftung heißt seit 2012 Max Weber Stiftung – Deutsche Geisteswissenschaftliche Institute im Ausland. Während der ersten Jahre seiner Tätigkeit an der Place des Victoires beheimatet, ist das Institut seit Oktober 2011 im Hôtel Lully untergebracht. Es liegt in direkter Nähe zum Institut national d’histoire de l’art (INHA), einem der wichtigsten Partner des DFK Paris, sowie der großen französischen Zentralbibliothek für Kunstgeschichte (Bibliothèque de l’Institut national d’histoire de l’art).

## Direktoren
- 1997 bis 2007 Thomas W. Gaehtgens (Gründungsdirektor)
- 2007 bis 2009 Julia Drost (Interimsdirektorin)
- 2009 bis 2014 Andreas Beyer (unter dessen Direktorat das Institut von der Place des Victoires in das Hôtel Lully umzog und das Forschungsprogramm internationalisiert wurde)
- 2014 bis 2022 Thomas Kirchner (u. a. Experte für die Französische Kunst des 17. und 18. Jahrhunderts)
- Am 1. Oktober 2022 übernahm Peter Geimer die Nachfolge als Direktor[1]

## Nachwuchsförderung und Stipendien
Die Förderung des wissenschaftlichen Nachwuchses zählt zu den Kernaufgaben des DFK Paris. Dafür pflegt es ein umfangreiches und differenziertes Stipendienprogramm sowie weitere Förderformate. Dazu zählen neben Studienreisen, Studientagen, Kolloquien für Nachwuchswissenschaftler auch Praktika für Studierende. Das DFK Paris versteht sich darüber hinaus als Anlaufstelle für die Vermittlung von wissenschaftlichen Kontakten nach Deutschland und Frankreich und fördert die Vernetzung des internationalen Nachwuchses.
Das umfangreiche Stipendienprogramm des DFK Paris ermöglicht dem wissenschaftlichen Nachwuchs, eigene Forschungen in Frankreich durchzuführen und im Kreis der am Institut tätigen Wissenschaftler zu diskutieren. Angeboten werden Forschungsstipendien mit einer Laufzeit von einem bis zu drei Monaten sowie Jahresstipendien.
Mit seinen Jahresthemen knüpft das Institut gezielt an aktuelle Diskussionen der Disziplin an, die von einer internationale Gruppe von Stipendiaten im Rahmen eines Studienprogramms verhandelt werden. Auf Fachtagungen und wissenschaftlichen Vorträgen sowie in den Publikationsreihen des Forums werden die Ergebnisse der Forschungsprojekte einem breiteren Publikum zugänglich gemacht.

## Forschungsprojekte
Zentral ist am DFK Paris die individuelle Forschung an kunsthistorischen Projekten. Geforscht wird aber auch in längerfristigen Projekten und internationalen Forscherteams. Wichtig sind dabei regelmäßige Kooperationen mit Institutionen des Gastlandes und auf internationaler Ebene.
- ARCHITRAVE – Kunst und Architektur in Paris und Versailles im Spiegel deutscher Reiseberichte des Barock (2017–2021)[3]
- Deplatzierte Bilder. Moderne Schauplätze der Kunst[4]
- Der Surrealismus und das Geld. Händler, Sammler und Vermittler[5]
- OwnReality. Jedem seine Wirklichkeit[6]
- Travelling Art Histories[7]
- Wissenschaftliche Bearbeitung des Palais Beauharnais[8]
- Zwischen Kunst, Wissenschaft und Besatzungspolitik[9]
- Digital Humanities (2014–2023)[10]

## Publikationen
Das DFK Paris veröffentlicht sowohl die wissenschaftlichen Arbeiten der am Institut tätigen Forscher, als auch Essays und Monographien internationaler Kunsthistoriker. War das Profil der Publikationsabteilungen zunächst durch die jeweiligen Jahresthemen sowie Langzeitprojekte des Instituts geprägt, werden inzwischen verstärkt weitere methodologische und historiografische Ansätze behandelt. Heute verzeichnen die Publikationen des DFK Paris eine große Bandbreite an Themen: Künstlerische Transferphänomene, Kunstsammler und deren Sammlungen, Studien zur Architekturgeschichte, politische Ikonographie, Kunst- und Bildtheorie u. a.
Parallel zu den Schriftenreihen Passagen/Passages, Passerelles und Monographien, die für Frankreich in den Éditions de la Maison des sciences de l’homme (MSH) und für Deutschland im Deutschen Kunstverlag (DKV) herausgegeben werden, hat das DFK Paris zuletzt die Reihe Passages online ins Leben gerufen, die auf der Open-Access-Publikationsplattform arthistoricum.net – ARTBooks der Universitätsbibliothek Heidelberg erscheint. Zahlreiche Editionsprojekte in Kooperation mit Partnerinstitutionen vervollständigen das Publikationsprogramm des Instituts.
Passagen/Passages
In der Schriftenreihe Passagen wurden zunächst nur Sammelbände zu den Jahresthemen des DFK Paris p ubliziert. Später wurden auch umfangreichere Forschungsarbeiten aufgenommen, die aus Dissertationen und Habilitationsschriften hervorgegangen sind.
Passerelles
In der Reihe Passerelles werden Essays zu speziellen Bereichen und Fragestellungen der Kunstwissenschaft veröffentlicht, z. B. zur Rezeptions- und Stilgeschichte, anthropologische Themen, Werkanalysen etc.
Passages online
Das DFK Paris nutzt die Möglichkeit des Open Access zur Publikation seiner Forschungsergebnisse. Die Publikationsreihen Passagen/Passages und Passerelles werden seit 2017 durch Passages online ergänzt, in denen Ergebnisse wissenschaftlicher Kolloquien und Jahresthemen digital zur Verfügung gestellt. Zugänglich sind diese Publikationen als Open-Access-Online-Ressource auf arthistoricum.net – ART-Books. Einzelne Bände können auch als gedruckten Ausgabe erwerben werden.

## Bibliothek

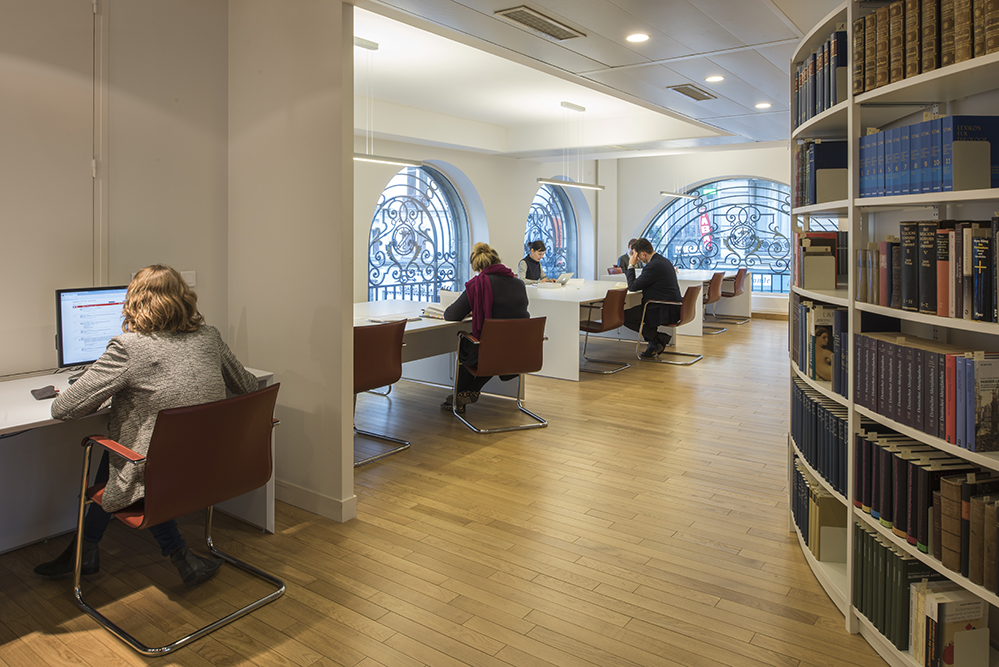
Lesesaal der Bibliothek des DFK Paris

Das Deutsche Forum für Kunstgeschichte verfügt in seinen Räumen über eine Spezialbibliothek zur deutschsprachigen Kunst- und Kulturgeschichte. Sie bietet zudem einen Überblick über die kunstwissenschaftliche Forschungsliteratur zu Frankreich sowie zu den deutsch-französischen Kunstbeziehungen.
Die Bibliothek umfasst mit thematischen Schwerpunkten etwa zu Methodenfragen, zur Sammlungsgeschichte, zum Bauhaus oder auch zur Provenienzforschung ein Forschungsspektrum, das vom Mittelalter bis in die Gegenwart reicht.
Im Lesesaal im Hôtel Lully kann eine Sammlung kunsttheoretischer und ästhetischer Schriften, zahlreiche Raritäten und Originalausgaben des 17. bis 20. Jahrhunderts sowie digitale Sammlungen und Datenbanken eingesehen werden. 2018 waren 80 % der etwa 96.000 Ressourcen und 193 laufenden, überwiegend deutschsprachigen Zeitschriften im Freihandbereich aufgestellt. Nahe dem Hôtel Lully befindet sich die Bibliothek des INHA, mit der die Bibliothek durch eine Kooperationsvereinbarung verbunden ist. Ebenfalls nicht weit entfernt sind Sondersammlungen der BnF, des Louvre und des Centre Pompidou.
Die Bibliothek des DFK Paris ist Kooperationspartner des Bibliotheksverbundes Bayern (BVB) und Partner der im Kunstbibliotheken-Fachverbund [ kubikat] zusammengeschlossenen Forschungsbibliotheken der vier universitätsunabhängigen Forschungsinstitute, dem Kunsthistorischen Institut in Florenz – Max-Planck-Institut, dem Zentralinstitut für Kunstgeschichte in München, dem DFK Paris und der Bibliotheca Hertziana – Max-Planck-Institut für Kunstgeschichte in Rom. Der weltweit genutzte Online-Katalog kubikat stellt die umfangreichste Bibliotheksdatenbank zur Kunstgeschichte dar. Sie enthält aktuell mehr als 1,7 Millionen Titelnachweise, davon mehr als 900.000 Aufsätze aus Fachzeitschriften, Sammelbänden und Online-Publikationen. Die Daten des kubikat sind auch im „Art Discovery Group Catalogue“ enthalten, dem auf dem WorldCat basierenden open-access-Discovery-Tool des Verbundes von über sechzig Kunstbibliotheken weltweit.

## Das Hôtel Lully

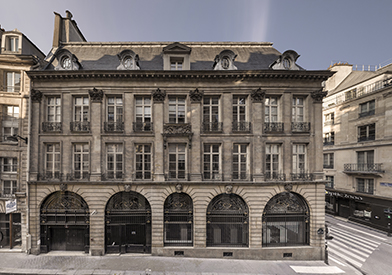
Deutsches Forum für Kunstgeschichte Paris, Hotel Lully

Das DFK Paris war ab seiner Gründung an der Place des Victoires beheimatet. Seit Oktober 2011 ist es im Hôtel Lully untergebracht, das im 17. Jahrhundert für den Komponisten Jean-Baptiste Lully errichtet wurde. Molière soll ihn für den Erwerb des Terrains und die Errichtung des Baus mit 11.000 livres unterstützt haben. Aus der Entstehungszeit ist neben der denkmalgeschützten Fassade mit ihren Bachantenmasken und einem Relief mit Musiksymbolen auch das Deckenfresko im Salon Lully erhalten geblieben.
Die modernisierten Innenräume beherbergen eine öffentlich zugängliche Bibliothek mit Lesesaal und den Vortragssaal „Salle Julius Meier-Graefe“ im Souterrain, ein Konferenzzimmer, das Atelier der Stipendiaten sowie Büros der Mitarbeiter.

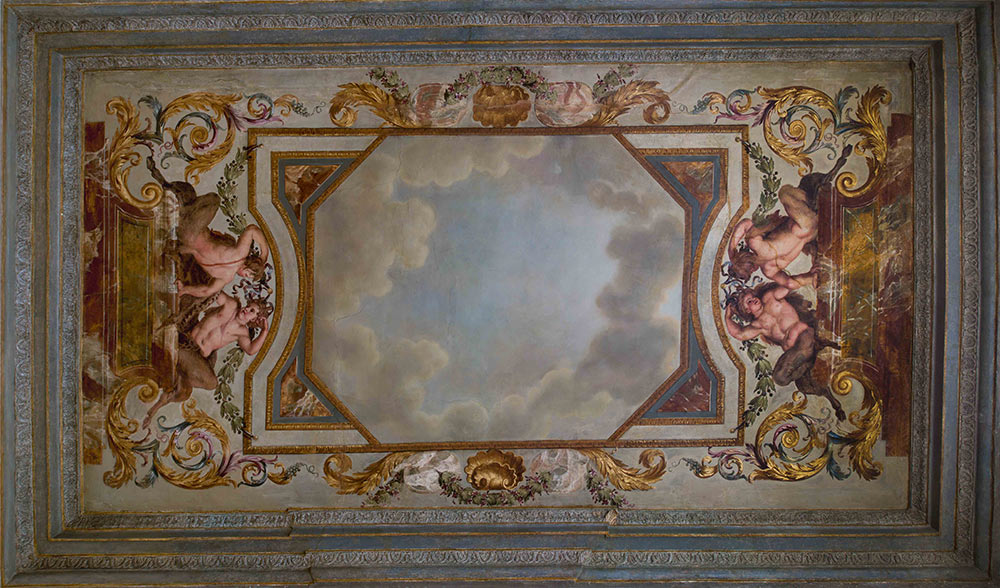
Deckenfresko im Salon Lully